# 갈색쥐여우원숭이
갈색쥐여우원숭이(Microcebus rufus)는 작은 영장류의 하나로, 다른 쥐여우원숭이들과 마찬가지로 마다가스카르 섬에서만 발견된다. 붉은쥐여우원숭이 또는 동부갈색쥐여우원숭이, 황갈색쥐여우원숭이, 적갈색쥐여우원숭이 등으로도 불린다. 등 쪽은 갈색 또는 적갈색을 띠는 반면에 배 쪽은 희끄무레한 회색을 띤다. 원래는 회색쥐여우원숭이(Microcebus murinus)의 아종 중 하나로 간주되었다(1977년 이후, 별도의 종으로 재분류되었다.). 이 쥐여우원숭이는 가장 짧게 사는 영장류에 속해 있다. 갈색쥐여우원숭이의 수명은 야생에서 6~8년에 불과하지만, 사람의 보살핌을 받는 사육 생활에서는 평균적으로 12년을 산다. 마다가스카르 동부의 우림에서 발견할 수 있으며, 널리 분포하고 있다. 군집 생활을 하지 않으며, 야행성 동물이다.
그리고 아주 귀엽다